# Madrigalejo del Monte
Madrigalejo del Monte es la denominación de una villa y municipio, código INE-197, en el partido judicial de Lerma, comarca de Arlanza, provincia de Burgos, Castilla la Vieja, hoy comunidad autónoma de Castilla y León (España).
Esta localidad está próxima a los municipios de como Montuenga, Valdorros, Villangómez y Villamayor de los Montes. 

## Topónimo
Se trata de un topónimo común en el área castellana; se repite, por ejemplo, en Madrigal de la Vera o en Madrigal de las Altas Torres. 
Riesco Chueca pasa revista a estas diferentes aportaciones y matizaciones a propósito de un paraje también llamado Madrigal en término del pueblo salmantino Calzada de Valdunciel.

## Geografía

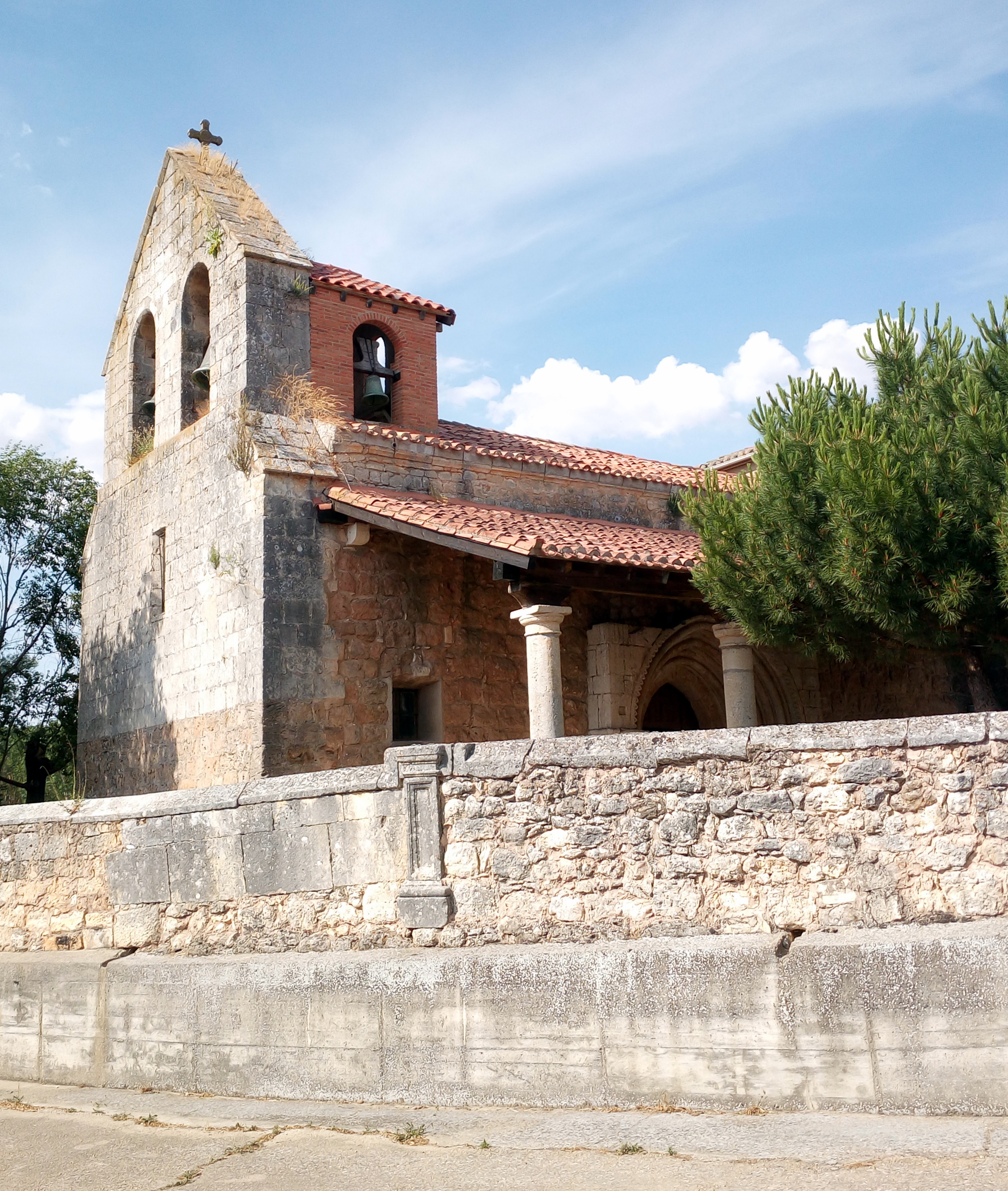
Iglesia de Santo Tomás

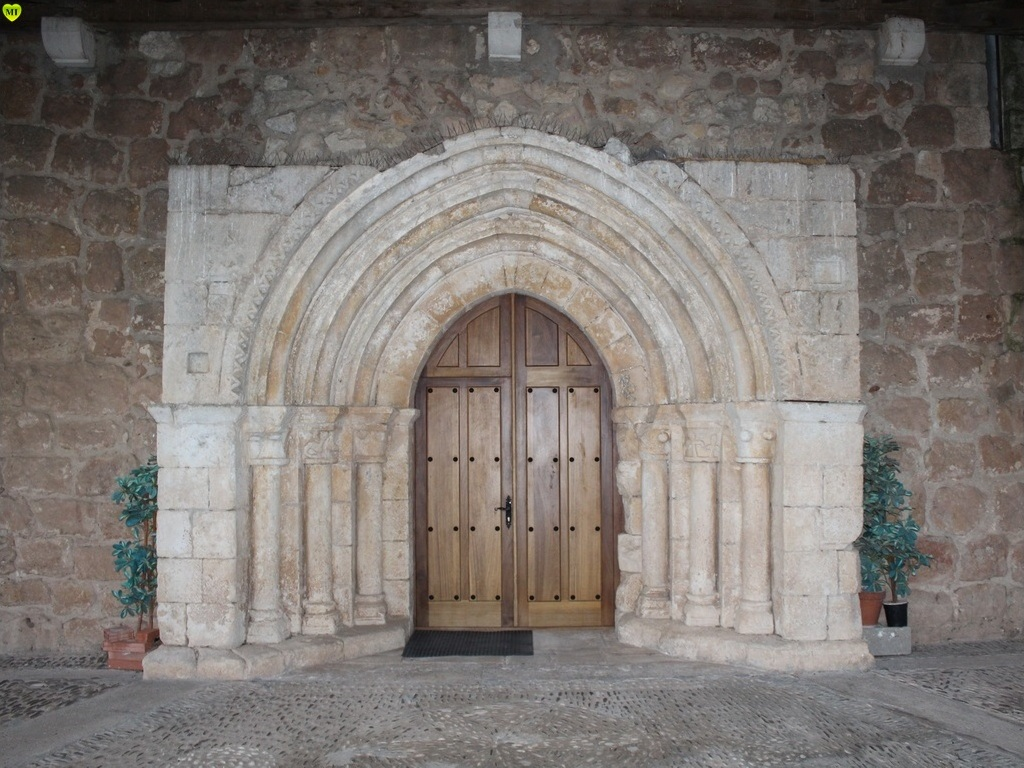
Portada de la iglesia

Se integra en la comarca del Arlanza y dista 28 kilómetros del centro de la capital burgalesa por la autovía del Norte, que atraviesa el término municipal entre los pK 213 y 215. El pueblo se alza a 890 metros sobre el nivel del mar, rodeado de un terreno característico de la comarca, llano en general con pequeñas ondulaciones y cerros. 
| Noroeste: Villangómez                        | Norte: Villangómez, Valdorros | Noreste: Valdorros            |
| Oeste: Villangómez, Villamayor de los Montes |                               | Este: Madrigal del Monte      |
| Suroeste: Villamayor de los Montes           | Sur: Villamayor de los Montes | Sureste: Torrecilla del Monte |

Tiene un área de 25,17 km² con una población de 194 habitantes (INE 2008) y una densidad de 7,71 hab/km².
Madrigalejo es la capital del municipio, que cuenta además con la pedanía de Montuenga.

### Geología
Los materiales son de tipo detrítico heterogéneo que engloban los materiales margosos, areniscas y conglomerados junto a arcillas y arenas. En general son muy erosionables e inestables por acción humana y fáciles de excavar. Las condiciones constructivas son favorables en general, con problemas localizados de tipo geomorfológico.
La estructura tectónica del área de estudio presenta una estructura levemente plegada que da origen a una leve sinclinal de grandes dimensiones y simétrico.
Es en los sinclinales de este tipo donde se acumulan y se conservan los materiales terciarios detríticos más extensos.
La doble influencia de la tectónica y la litología han determinado los rasgos geomorfológicos de la zona.

### Climatología
Los factores de posición y relieve influyen en las condiciones climáticas de la zona, confieren al núcleo de Madrigalejo una pertenencia a la España semiseca con un clima de tipología atlántica en el que uno de los factores representativos es la abundante pluviosidad, donde la pluviosidad presenta una media de 500 mm aproximadamente, viéndose muy disminuida en las épocas estivales; a su vez, los crudos inviernos de Castilla se presentan con cierta tibieza, así como una dulcificación de los veranos; por ello las temperaturas mínimas son de unos 4 °C., así como las máximas oscilan en los 28 °C., siendo la media de unos 16 °C. Los vientos más frecuentes son de componente NO.

### Vegetación
En el conjunto del municipio las tierras de cultivo representaban en 1970 un 70,95% de la extensión total del término.

## Demografía
Madrigalejo del Monte cuenta con una población de 176 habitantes (INE 2024).
| Gráfica de evolución demográfica de Madrigalejo del Monte entre 1842 y 2021 |
| |
| Población de derecho según los censos de población del INE Población de hecho según los censos de población del INEEntre el censo de 1857 y el anterior, crece el término del municipio porque incorpora a Montuenga. |

El 1 de enero de 1989, la población de Madrigalejo del Monte era de 98 personas.
Esta población venía derivada por la desertización de los núcleos con peso agrícola, ya que al ser Madrigalejo un núcleo con una función del sector campesino, la población va disminuyendo poniendo de relieve que el factor determinante del declive en la zona es la crisis del campo.
El abandono y casi desertización de los núcleos eminentemente rurales y el crecimiento de los núcleos en los que la actividad agraria se ve complementada y superada por las funciones terciarias o por una aún débil industrialización, configuran la situación demográfica actual.
| 1940 |  | 1950 |  | 1989 |  | 1991 |  | 1996 |  | 2001 |  | 2004 |  | 2006 |
| ---- |  | ---- |  | ---- |  | ---- |  | ---- |  | ---- |  | ---- |  | ---- |
| 413  |  | 358  |  | 98   |  | 175  |  | 192  |  | 174  |  | 211  |  | 197  |

Entre el censo de 1857 y el anterior, crece el término del municipio porque incorpora a 095075 Montuenga

## Urbanismo
Plan Parcial del sector SUZ-R2, aprobado el 16 de mayo de 2007, afecta a una superficie de 20.666 m.2, con uso predominante residencial y una densidad edificatoria de 20 viviendas por hectárea. (enlace roto disponible en Internet Archive; véase el historial, la primera versión y la última).